# Edenkema
Edenkema, bog stvarnik in bog neba pri Akanih v Gani
Edenkama je ustvaril svet in bogove, pa tudi duhovi in ljudi. Z Njamenlejem in
Azele Jabo sestavljajo božjo trojico.